# Wouter II Berthout
Wouter II Berthout (ca. 1130 - 1201) was heer van Grimbergen en Mechelen, de landgoederen waren in leen van het prinsbisdom Luik. De familiegeschiedenis van het geslacht is onduidelijk, mogelijk moeten in plaats van Wouter een vader en een zoon Wouter worden gezien.  

## Oorlogvoering
Wouter nam in zijn functie van ridder deel aan de Grimbergse oorlogen. Wouter en zijn vader Arnoud (zoon van Wouter I Berthout) hadden geweigerd om Godfried II van Leuven te erkennen als hertog van Brabant toen zijn aanspraak op die functie werd bestreden door Hendrik II van Limburg, die ook meende een aanspraak te hebben. Daardoor raakte Godfried in oorlog met Hendrik en moest Wouter met hem meevechten. Hij viel een burcht van Godfried aan. Toen Godfried zijn hertogstitel veilig had gesteld bezette hij de gebieden die Wouter in leen had maar werd na hevige gevechten verdreven. Godfried zocht vervolgens steun bij de heren van Vlaanderen en Namen en samen belegerde hun garnizoenen het kasteel van Grimbergen. De Berthouts zochten steun bij Hendrik van Limburg en kregen ook militaire bijstand van een aantal heren uit het Brabantse grensgebied, zoals de heren van Arkel. Volgens een middeleeuwse kroniek werd Godfried tijdens de belegering gedood waarop men zijn tweejarige zoon Godfried III van Leuven in zijn wieg hoog in een boom had gehangen om de Brabantse troepen aan te sporen voor hem te vechten (zie ook: een van de legenden over Manneken Pis van Brussel).
Uiteindelijk moesten de Berthouts zich onderwerpen. Hun kasteel werd in 1159 afgebrand en hun uitgestrekte goederen werden verdeeld over verschillende takken van de familie. 
Wouter was getrouwd met Bonne (ca. 1140 - ca. 1195), dochter van Lodewijk I van Loon. Zij kregen de volgende kinderen:
- Wouter (ovl. Damietta, 1219), heer van Mechelen, gesneuveld tijdens de Vijfde Kruistocht, begraven in de Sint-Romboutskathedraal (Mechelen), gehuwd met Sofia (overleden in Akko, 1209).
- Egidius (ovl. na 1217)
- vermoedelijk Gerard (ca. 1149 - 1188), heer van half Grimbergen en Rumst, lid van de Johannieter Orde, gehuwd met Mathilde van Ninove (ca. 1137 - voor 1190).